# 比尔·布鲁斯
比尔·布鲁斯（英語：Bill Bruce，1923年7月28日—2002年8月1日），澳大利亚男子田径运动员。他曾代表澳大利亚参加1948年夏季奥林匹克运动会田径比赛，获得男子跳远银牌。他于2002年去世，享年79岁。